# Marie Anne Doublet

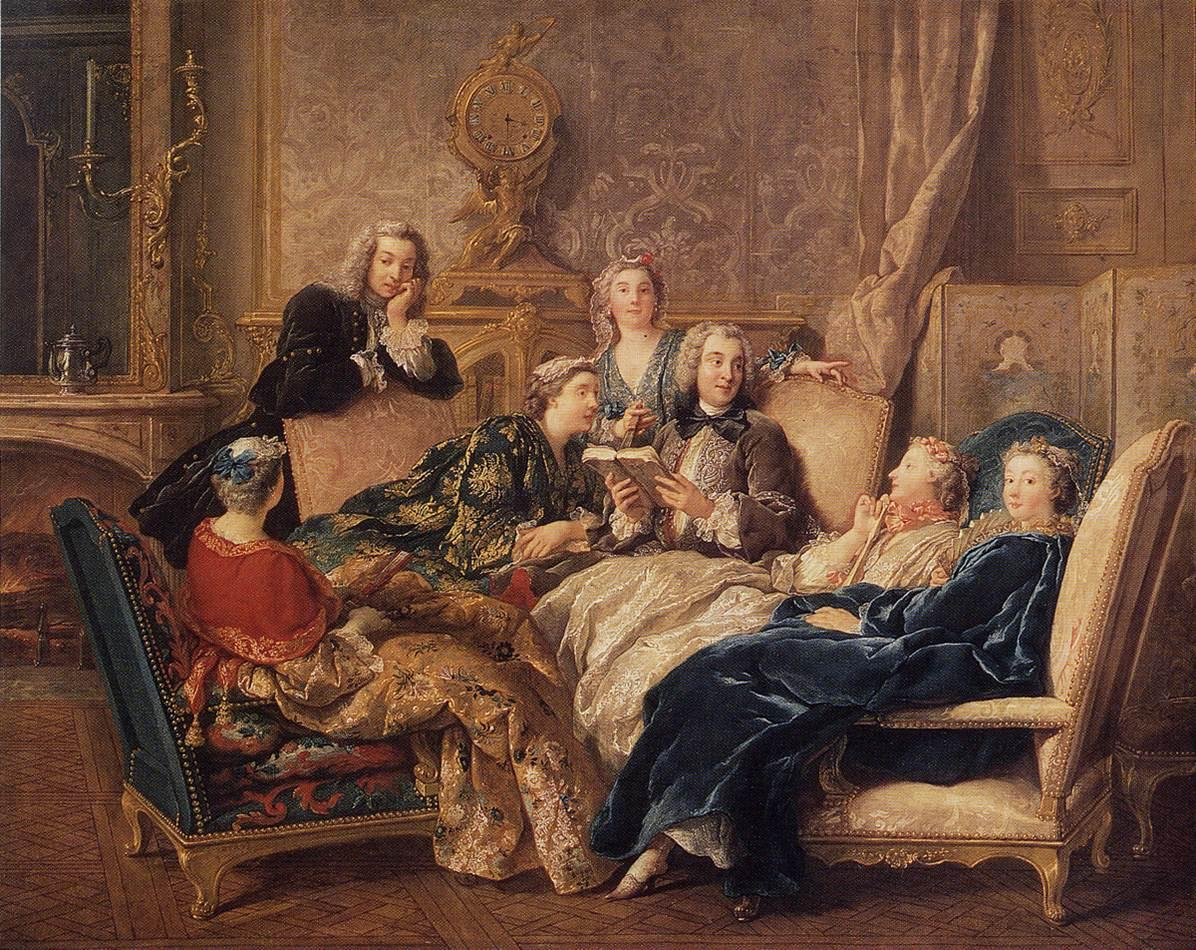
Lettura di Molière in un salotto letterario del '700

Marie Anne Doublet (Parigi, 23 agosto 1677 – Parigi, maggio 1771) è stata una letterata francese e salottiera chiamata impropriamente Mme Doublet de Persan dalla maggioranza dei suoi biografi.

## Biografia
Marie Anne Doublet era la terza figlia di Marguerite le Roux e di François Legendre , controllore generale delle finanze.
La giovane Marie Anne  manifestò ben presto doti e gusto per le belle arti e la scultura. Divenuta moglie nel 1698 di Louis Doublet  intendente al commercio, segretario del fratello di Luigi XIV e poi del Reggente, usò il suo patrimonio per soddisfare i suoi interessi artistici.

### I bollettini
I suoi salotti furono sempre aperti agli intellettuali e ad ogni personaggio notevole. Ci si riuniva ogni sabato nel suo salotto, conosciuto come la "Parrocchia", dove ciascuno degli ospiti, scienziati, artisti, letterati, aveva il suo posto e la sua sedia contrassegnata dal proprio ritratto. Anche i soggiorni nel suo castello di Breuillepont venivano celebrati in versi e in prosa dai suoi ospiti, come Coypel, Anne Claude de Caylus, Nicolas Fréret, Helvétius, Marivaux, che alla fine di queste riunioni rimanevano a cena da lei.
Nel suo salotto si commentavano le notizie di cronaca quotidiana e le serate trascorrevano in discussioni e conversazioni sui fatti del giorno.
Due registri erano collocati su due leggii: su uno si scrivevano le notizie "dubbie", su un altro quelle "vere". Ognuno, appena arrivava, leggeva la pagina del giorno e vi aggiungeva ciò che sapeva dei fatti politici, letterari o gli aneddoti riguardanti il teatro, la corte e la città. I servitori poi copiavano i bollettini quotidiani e ne facevano un riassunto che distribuivano agli ospiti.
I bollettini erano un resoconto di tutto ciò che accadeva nella società: vi si trovavano le critiche di spettacoli teatrali, la cronaca letteraria e quella di celebri processi, le novità librarie, specie dei libri clandestini e proibiti, ai quali il sapore dei frutti proibiti dava un di più di piccante, composizioni rare o inedite in versi o in prosa, delle quali molte non avrebbero potuto essere stampate senza rischi, canzoni, satire, aneddoti, battute spiritose, quanto più cattive tanto più riferite, ed infine i fatti della corte, spesso resi più interessanti dalle maldicenze.

### Louis Petit de Bachaumont

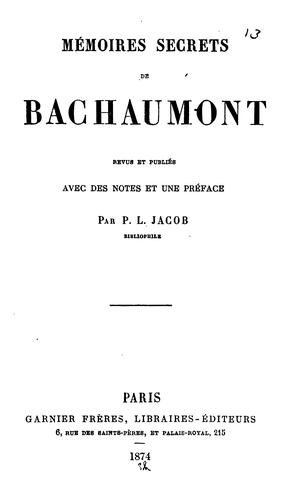
Le Memoires secrets di Bachaumont

Louis Petit de Bachaumont, amico intimo della Doublet, presiedeva le discussioni che impegnavano una parte della serata e che continuavano durante la cena conviviale.
Dalle annotazioni giornaliere, contenute nei registri del salotto, molto importanti per descrivere gli avvenimenti della Rivoluzione francese, Bachaumont trasse una gran parte delle sue celebri Memorie (Mémoires secrets pour servir à l'histoire de la République des Lettres en France depuis 1762 jusqu'à nos jours, Parigi, 1771, 6 vol. in-12) alle quali largamente attinsero gli scrittori di cronache a lui contemporanei.
Dopo la morte di suo marito nel 1728 Madame Doublet si ritirò nel convento delle "Figlie di San Tommaso" dal quale non uscì più ma senza per questo cessare di aprire la sua cella agli ospiti abituali dei suoi sabati letterari.
I salottieri di Madame Doublet erano di varia estrazione e cultura: Mairan, Jean-Baptiste de La Curne de Sainte-Palaye, Alexis Piron, Jean-Baptiste de Mirabaud, Claude-Henri de Fusée de Voisenon, Falconet, Étienne Lauréault de Foncemagne, Charles-Augustin de Ferriol conte d'Argental, l'abate Henri Philippe de Chauvelin, l'abate Joseph Xaupi, e il fratello di Madame, l'abate Legendre che, 
Qui siégeait à table (sedeva a cena)
Mieux qu'au jubé... (meglio che in chiesa)
Bachaumont diede forma letteraria agli estratti di quei bollettini che ebbero tanto successo che ci si chiedeva, come faceva Voltaire riguardo all'autenticità: «Questa notizia proviene da Madame Doublet?». Per smentire la paternità di un testo di versi scandalosi, che venivano pubblicizzati come provenienti dai registri della Parrocchia, lo stesso Voltaire scriveva al conte d'Argental: «Protestate dunque vi prego nel registro di Madame Doublet contro gli impertinenti che mi attribuiscono queste impertinenze» 

### La censura del governo
Il governo si allarmò di questa diffusione di notizie non ufficiali e fece intervenire il nipote di Marie Anne Doublet, il duca Étienne François de Choiseul che avvertì la zia del pericolo di essere arrestata se non faceva cessare la distribuzione dei bollettini.
Le notizie ufficiose continuarono però a essere diffuse e per questo venne arrestato invece il domestico della Parrocchia «un grande e grosso servitore, viso paffuto, parrucca rotonda, abito scuro, che tutte le mattine andava nelle case a raccogliere incaricato dalla signora quanto c'era di nuovo».
Denunciato da Charles de Fieux de Mouhy, incaricato dalla polizia di sorvegliare i "parrocchiani", lo sfortunato domestico, che faceva da segretario nelle riunioni quotidiane, fu condotto prigioniero al For-l'Évêque accusato di essere l'autore dei bollettini.

### La conversione
Marie Anne Doublet morì un mese dopo la scomparsa di Bachaumont del quale ella non accettava la morte dicendo che il suo amico era in viaggio. Il dolore per la repentina scomparsa del suo amante la face ammalare.
Ormai giunta all'età di 93 anni, divenuta sorda, madame aveva vissuto lontana dalla religione. Ormai quasi priva delle sue facoltà intellettuali e sentendosi sul punto di morire, ricevette la visita di un prete gesuita assai eloquente che convertì la vecchia filosofa che ripudiò le idee di tutta la sua vita e chiese alla fine di abbracciare il suo confessore ma nel farlo la sua cuffia si mise di traverso per cui fu presa da una violenta collera che ne causò la fine.
Dopo la morte di madame Doublet, Pidansat de Mairobert pretese, senza che nulla lo provasse, di essere il figlio di madame e di Bachaumont.